# Замостя (Калінінградська область)
Замостя (рос. Замостье) — селище Озерського міського округу, Калінінградської області Росії. Входить до складу Красноярського сільського поселення.
Населення —  54 особи (2015 рік). 

## Населення
| 2002 | 2010 |
| ---- | ---- |
| 91   | ↘65  |